# Zorro (musical)
Zorro és un musical amb música dels Gipsy Kings i John Cameron, llibret de Stephen Clark i Helen Edmundson i lletres de Stephen Clark. S'inspira en la biografia fictícia Zorro del 2005, la primera història original de l'heroi Zorro, escrita per l'autora xilena Isabel Allende (precuela dels esdeveniments de la història original del Zorro que és la novel·la de 1919 The Curse of Capistrano de Johnston McCulley, però exclou el majordom mut Bernardo). També conté nombroses referències a treballs anteriors relacionats amb el Zorro, especialment la pel·lícula del 1998 La màscara del Zorro. El musical original va fer una gira de prova que va resultar reeixida i va conduir a una trasllat al West End (que va incloure alguns canvis menors com la reformulació dels papers de Luisa i Ramon).

## Produccions
El musical es va estrenar originalment al Congress Theatre d'Eastbourne amb una durada de cinc nits entre el 4 i el 8 de març, abans de traslladar-se al West End al juliol.
El musical va començar les seves prèvies al Garrick Theatre de Londres el 2 de juliol de 2008, després que es cancel·lessin els primers per problemes tècnics. L'estrena oficial va ser el 15 de juliol de 2008. Christopher Renshaw va dirigir-la i la coreografia era de Rafael Amargo. El repartiment va comptar amb Matt Rawle com a Zorro / Diego De La Vega, Emma Williams com Luisa, Adam Levy com Ramon, Lesli Margherita com Inez, Nick Cavaliere com a sergent Garcia i Jonathan Newth com Don Alejandro De La Vega.
Una nova versió de concert va ser produïda per 'Take Two Theatricals' el febrer de 2020. Es va representar durant una nit al Cadogan Hall, a Londres. El repartiment estava dirigit per dos dels membres del repartiment originals, Leslie Margherita (que va guanyar un premi Olivier pel seu paper), i Emma Williams, que va ser nominada pel seu. Aquesta producció tenia noves composicions, orquestracions i arranjaments de John Cameron. No hi havia escenografia, però els actors tenien accessoris i vestuari addicionals. George Reeve va dissenyar i crear les projeccions de vídeo. Lesli i l'Emma van dir a les entrevistes que "estaven encantades de tornar a aquest musical i de tornar a treballar junts després de tots aquests anys"
El 17 de desembre de 2008, el repartiment de Zorro va actuar a la Royal Variety Performance al London Palladium. Van fer una combinació de tres cançons de l'espectacle: "Bamboleo"; "Esperança"; i "" Djobi Djoba". L'enregistrament original del repartiment es va publicar el febrer de 2009 i actualment està disponible a les botigues.
Després de gairebé nou mesos al West End, l'última representació a Londres de Zorro al Garrick Theatre va ser el 14 de març de 2009.

### Produccions internacionals
Des que va tancar-se a Londres, Zorro ha aparegut en altres països com França, Japó, Xina, Corea, Països Baixos, Rússia, Bulgària, Israel i Brasil. A tot el món, l'espectacle ha recaptat més de 70 milions de dòlars fins ara en la venda d'entrades i ha obtingut diversos premis i nominacions, inclosos els premis Laurence Olivier al millor actor per l'estrella de l'espectacle, Matt Rawle i a la millor interpretació secundària en un musical per Lesli Margherita.
El 2014, l'estrella original Lesli Margherita va dir que hi havia plans per obrir una producció de Zorro a Nova York el 2015.
Chadwick School va pilotar la primera producció de Zorro a un institut estatunidenc, del 25 al 28 de febrer de 2015 a la península de Palos Verdes, Califòrnia.
La companyia teatral italiana Compagnia Teatrale I Saltafoss produirà la primera versió italiana de "Zorro" a partir del febrer de 2021 a Milà. El nou espectacle estarà dirigit per Adriano Tallarini. La traducció italiana de llibres i lletres serà editada per Matteo Magnaghi.

## Sinopsi

### Pròleg
Al fons d'una cova, una banda de gitanos s'aturen a descansar a passar la nit, mentre ballen i canten, escoltant amb entusiasme mentre el seu líder els parla d'un vell mite gitano: la història infame del llegendari heroi, Zorro.

### Acte I
Don Diego de la Vega, un jove caballero benestant, és enviat fora de casa de Califòrnia pel seu pare, Don Alejandro, a l'escola a Espanya. Es veu obligat a deixar l'amor de la seva infància, Luisa, que també està sent enviada lluny pel pare de Diego. Al mateix temps, Don Alejandro anuncia que l'amic de la infància de Diego i Luisa, Ramon, esdevindrà capità de l'exèrcit, cosa que agrada tant a Diego com a Luisa.
Més tard, a Espanya, Diego ha fugit de l'escola i s'ha unit a una banda de gitanos que actuen als carrers de la ciutat ("Baila Me"). Ell és la seva atracció estrella i, després de mostrar diversos trucs a un públic encantat, veu a Luisa. Luisa convenç a Diego perquè torni a Califòrnia per aturar Ramon, que s'ha convertit en un tirà. A Inez, una altra gitana i, evidentment, l'amant de Diego, no li agrada veure Luisa i decideix que ella i tots els altres gitanos els han d'acompanyar. A Califòrnia, Diego troba que Ramon ha despullat dels seus drets els ciutadans i s'ha posat al capdavant des que don Alejandro va morir. Tanmateix, sense que tothom ho sàpiga, Don Alejandro no està mort i està detingut per Ramon. Ramon demostra la seva crueltat condemnant a mort tres homes per robatori; els homes havien afegit roques als sacs de gra per guanyar diners extra per a les seves famílies famolencs. A mesura que s'emporten els homes, les seves dones declaren enfadades el seu odi cap a Ramon i el seu tracte a la gent ("Libertad").
Després de presenciar la crueltat del seu vell amic, i amb l'ajut d'Inez (l'única que coneix els seus plans), Diego adopta un heroi alter ego, Zorro, per defensar la gent del poble ("Hope"). Al mateix temps, per mantenir la seva identitat en secret, es presenta a Ramon com un ximple sense amenaça real. S'ofereix a Ramon com a servidor personal, un moviment que enfada la Luisa, que creu que va portar Diego de nou per res.
L'endemà, els tres homes es preparen per ser penjats. A mesura que se'ls condueix a la forca, Luisa i les dones del poble es lamenten de la manera com era el poble i expressen l'esperança que les coses millorin ("In One Day"). Abans que el llaç es pugui premer, Zorro es fa un nom salvant els presoners. Zorro fa un salt espectacular del no-res i aconsegueix aparèixer gairebé simultàniament com Zorro i Diego, de manera que ningú sospitarà de Diego.
Després d'un altre rescat espectacular, Zorro fuig dels guàrdies de Ramon i es troba a l'habitació de Luisa, després d'haver-hi entrat mentre estava al bany. Avergonyit, deixa escapar que coneix el seu nom, però la seva identitat es manté a salvo d'ella, i ella comença a enamorar-se de Zorro, de la mateixa manera que Diego sempre s'ha enamorat d'ella ("Falling").
Mentrestant, els gitanos provoquen un gran enrenou al poble bevent i ballant junts ("Bamboleo / There is a Tale"), atraient el covard però càlid sergent de comandament segon de Ramon Garcia. Coquetejant i fent broma amb Garcia, Inez aviat troba un nou admirador, i Garcia fa tot el possible per actuar fort i valent com Zorro. Tot i això, Inez encara té ulls per Diego i troba Garcia simplement entretingut. Ramon, inicialment intrigat per la idea del vi lliure, finalment es gira contra els gitanos i les seves formes radicals i intenta evitar les seves activitats. Finalment intenta exercir el seu poder forçant-se a Luisa, la dona que desitja, però que odia tot el que s'ha convertit. Zorro apareix just a temps per salvar Luisa i enganya a Ramon perquè admeti accidentalment que Don Alejandro encara és viu. Per mostrar que sempre l'estarà vigilant, Zorro fa agenollar Ramon i li grava la seva signatura "Z" al tòrax, mentre que Ramon crida de dolor i ràbia.

### Acte II
El segon acte s'obre amb la banda de gitanes del pròleg que reapareix a l'escenari i realitza una gran rutina de ball i cançons. ("Entrada")
Quan la història continua, Ramon revela el grau complet de la seva lesió: queda permanentment marcat amb la marca de Zorro. Els gitanos i els ciutadans es burlen d'ell i ell declara enfadat un toc de queda i que qualsevol persona que surti després del toc de queda serà afusellat. La multitud protesta ("Freedom"). Inez li diu a Luisa que és massa perillós per a ella quedar-se a Los Angeles; Luisa diu que coneix un lloc on Ramon mai no la podrà trobar. Ramon ordena als guàrdies que disparin contra la multitud. La gent fuig, deixant a Inez i Ramon sols. Li explica a Ramon que el seu imperi s'està esfondrant al seu voltant i que aviat la seva cobdícia el consumirà ("Bamboleo (Reprise)"). Ramon se'n va negant-ho, però les seves paraules li afecten molt.
Diego intenta aconsellar a Garcia sobre com expressar el seu amor per Inez, però quan arriba, Garcia s'avergonyeix i surt corrent. Diego pregunta sobre el parador de la Luisa. Inez li explica i també admet que entén que Diego estima Luisa. Diego, vestit de Zorro, troba la cova on s'amaga Luisa. Luisa confessa els seus sentiments a Zorro, i els dos ballen junts fora de la cova ("Serenade"). El ball acaba amb Diego besant a Luisa però després allunyant-se. Luisa li pregunta per què té tanta por dels seus sentiments; fora de la cova, Diego confessa tristament que vol estar amb Luisa, però té por que s'arrisqui a posar la seva vida en perill ("A Love We'll Never Live").
L'endemà, Garcia intenta impressionar Inez ("One More Beer"). Ramon, encara angoixat per les paraules d'Inez, va a confessar; aviat s'adona que el sacerdot és en realitat Zorro, que intenta esbrinar on Ramon guarda Don Alejandro. Ramon posa una trampa per a Zorro, però Zorro aconsegueix escapar. Luisa va al campament de gitanos on Inez la transforma en gitana ("Djobi Djoba"). Ramon irromp i arresta Luisa. Inez titlla Garcia de covard perquè no fa res per aturar Ramon.
Luisa està a punt de ser executada per un escamot quan Zorro, acompanyat d'altres homes disfressats de Zorro, lluita contra els guàrdies. Ramon posa un ganivet a la gola d'Inez i intenta que Zorro triï entre Luisa i Inez, però Inez llença Ramon a terra. Li explica a Ramon que l'amor entre Zorro i Luisa és un amor que ell mai no podrà conèixer. Ramon treu una pistola de la butxaca i dispara a Inez. Un Zorro desconsolat es rendeix i és arrossegat pels guàrdies mentre Ramon obliga a Luisa a acceptar casar-se amb ell. Quan el Ramon se'n va amb Luisa, apareixen els gitanos que comencen a plorar mentre s'allunyen del cos d'Inez.
A la cel·la de la presó, Diego lamenta el seu fracàs en la protecció de la gent i es culpa del sofriment dels qui estima ("Hope (Reprise)"). Arriba Garcia i, admetent la seva covardia, li diu a Zorro que el pot portar a Don Alejandro. Mentrestant, Luisa es vesteix dels assistents per al seu casament amb Ramon. Desitja que pogués conèixer la veritable identitat de Zorro ("The Man Behind the Mask") i lamenta que, per protegir el seu amor, hagi de sacrificar-lo així com la seva felicitat.
Quan comença el casament, arriba Zorro, però es revela que aquest Zorro és Don Alejandro, que s'enfronta a Ramon per la seva crueltat. Un Garcia envalentit i la resta de guàrdies es tornen contra Ramon, i Don Alejandro ordena detenir Ramon. Però Ramon diu que si s'atreveixen a arrestar-lo, matarà la Luisa. El casament continua, però just abans que Luisa doni els seus vots, el veritable Zorro s'enfonsa cap a la capella. Durant la següent lluita d'espases amb Ramon, Zorro li revela la seva veritable identitat i li demana que deixi de lluitar, dient que són germans. Ramon sembla estar d'acord però després treu un ganivet petit. Diego eludeix la fulla i fa que Ramon caigui sobre el seu propi ganivet. Ramon és mortalment ferit i mor.
Diego està angoixat pel que ha fet, quan Luisa i Don Alejandro tornen a entrar a la sala. Luisa, veient que Zorro està desenmascarat, li prega que li mostri la seva cara. A contracor ho fa, i Luisa queda sorprès pel descobriment que Zorro és Diego, però encara declara que l'estima. Els dos es besen i s'abracen. Tots s'alegren ("Fiesta").

## Números musicals
| Acte I - "Flamenco Opening" – Gitanos - "Baila Me" – Diego, Inez i Gitanos - "Libertad" – Dones del poble - "Hope" – Diego - "In One Day" – Luisa i les Dones del poble - "Falling" – Luisa - "Bamboleo" / "There's a Tale" – Inez i Gitanos | Acte II - "Entrada" – Gitanos - "Freedom" – Inez, Citizens i Gitanos - "Bamboleo" (Reprise) – Inez - "Serenade" – Instrumental (El ball entre Diego i Luisa) - "A Love We'll Never Live" – Diego i Luisa - "One More Beer" – Garcia, Inez i les Dones del poble - "Djobi Djobi" – Inez i Luisa - "Hope" (Reprise) – Diego - "Man Behind the Mask" – Luisa - "Fiesta" – Tots |

## Personatges principals i repartiment original
- Don Diego de la Vega/Zorro – Matt Rawle. És fill de Don Alejandro, que inicialment dirigeix el poble. Adopta un alter ego heroic per salvar la gent del poble que està sent castigada sota el cruel lideratge de Ramon.
- Luisa – Emma Williams. Luisa creix amb Diego i Ramon. S'enamora primer de Diego i després de Zorro, sense conèixer la seva veritable identitat.
- Ramon – Adam Levy. Amic de la infància de Diego. Ramon està gelós dels sentiments que té Luisa per Diego. És nomenat capità de l'exèrcit i pren el poder.
- Inez – Lesli Margherita. a reina gitana, Inez viatja pels carrers de Barcelona actuant amb Diego, de qui s'enamora.
- Sergeant Garcia – Nick Cavaliere. Servent militar de Ramon. És covard, però simpàtic. S'enamora d'Ines. Es basa en el personatge còmic antagonista de la sèrie de televisió dels anys 50 de Disney
- Don Alejandro de la Vega – Jonathan Newth. És el pare de Diego i el líder legítim del Pueblo.

## Recepció crítica
Zorro es va estrenar al Garrick Theatre de Londres amb crítiques gairebé totalment favorables. La partitura i la coreografia basades en el flamenc van ser especialment elogiades, així com les escenes de lluita. Michael Billington, de The Guardian, va escriure: "L'espectacle potser no és un art alt, però és molt divertit i aporta un so hispànic diferent i refrescant al món desordenat dels musicals del West End". També va assenyalar: "L'espectacle és un teatre popular que realment lliura els virtuts". Michael Coveney, de What's On Stage, va escriure: "Una festa de flamenc a l'escenari que posa els cops de peus i la sang corre per les parades". Charles Spencer de The Daily Telegraph es referia a Zorrocom, "Un musical increïblement agradable".
En la seva previsualització, l'Evening Standard va afirmar que, si l'espectacle esdevé un èxit o fracàs, "una combinació eclèctica de talents i influències farà que Zorro sigui el musical memorable". L'obra va estendre el seu contracte fins al 2009.

## Premis i nominacions

### Producció original de Londres
| Any  | Premi                  | Categoria                                             | Nominat          | Resultat  |
| ---- | ---------------------- | ----------------------------------------------------- | ---------------- | --------- |
| 2009 | Premi Laurence Olivier | Millor Musical                                        | Millor Musical   | Nominat   |
| 2009 | Premi Laurence Olivier | Millor Actor de Musical                               | Matt Rawle       | Nominat   |
| 2009 | Premi Laurence Olivier | Millor Actriu de Musical                              | Emma Williams    | Nominat   |
| 2009 | Premi Laurence Olivier | Millor Actuació en un Paper de Repartiment de Musical | Lesli Margherita | Guanyador |
| 2009 | Premi Laurence Olivier | Millor Coreògraf teatral                              | Rafael Amargo    | Nominat   |